# 王鎮 (阜國公)
王鎮（？—1474年），字克安，南直隸應天府上元縣（今江蘇南京市）人，明朝軍事將領。諡康穆。

## 生平
成化初年，授金吾左衞指揮使。不久，因女兒升為憲宗純皇后，他因此拜中軍都督府同知。成化四年，進升為右都督。王鎮為人厚重清謹，雖身受榮寵，不改其樸素性情，被人稱有長者風範。成化十年六月去世，封瑞安侯。弘治六年，追封阜國公，諡康穆。有三個兒子王源、王清、王濬。